# Biocida

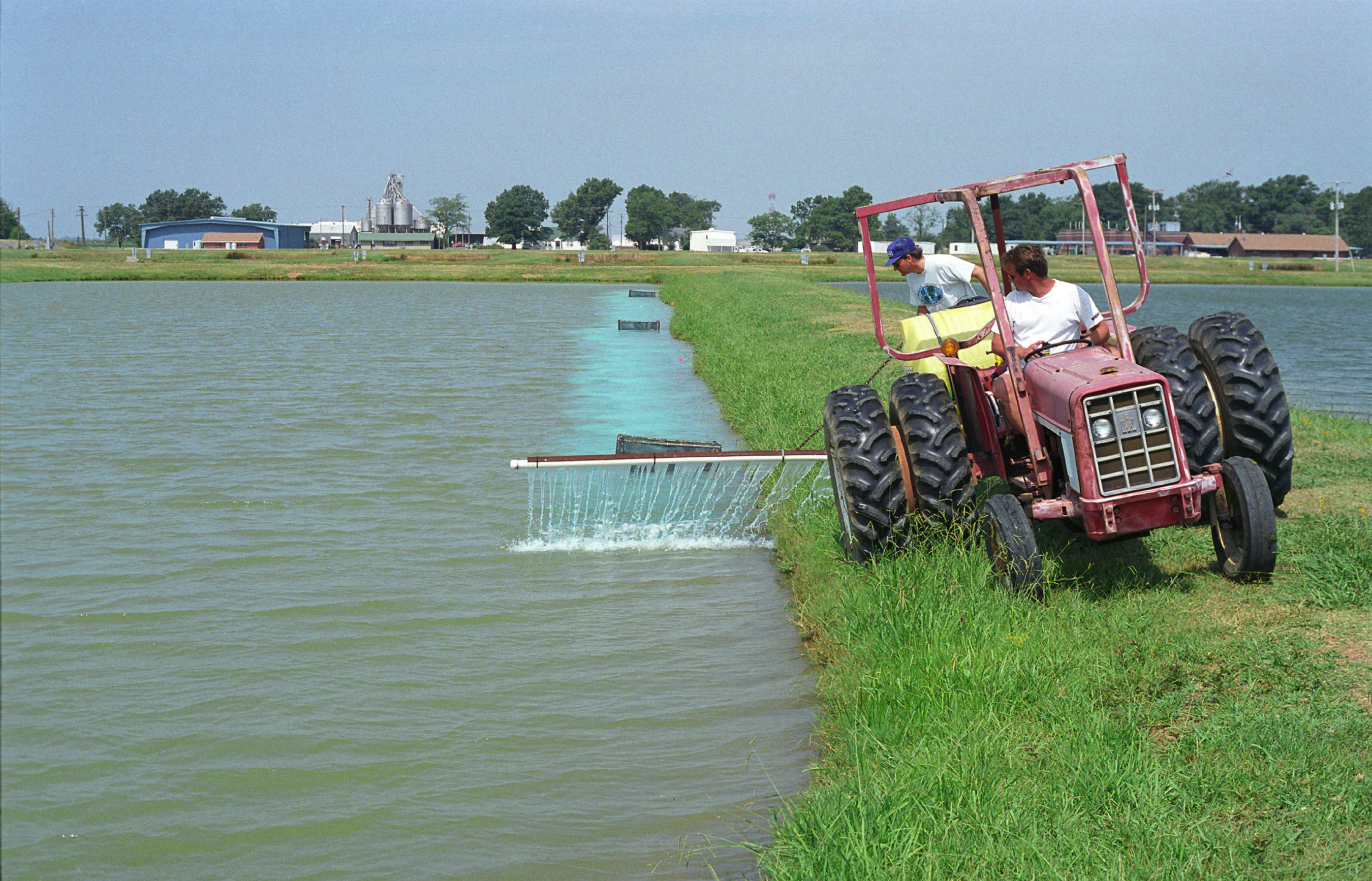
Aplicació de mol·lusquicides.

Un biocida és aquella substància química que serveix per a matar, repel·lir, atraure, regular o interrompre el creixement d'organismes vius usat comunament en diversos camps agricultura, silvicultura, control de plagues, medicina i fins i tot en ús domèstic.
Els biocides acostumen a ser específics per a atacar diferents organismes, com ara Insectes, herbes, ocells, mamífers, peixos i microbis que competeixen amb les persones per a aconseguir aliments, destrueixen collites i alguns propaguen malalties. Els biocides no són necessàriament verins químics, però sovint són tòxics o nocius i poden produir intoxicacions si no són aplicats adequadament.

## Classificació
Comunament es consideren biocides les següents substàncies:
- Herbicides
- Insecticides
- Acaricides
- Fungicides
- Rodenticides
- Mol·lusquicides

### Directiva Europea sobre Biocides
Els biocides a la Comunitat Europea estan regits per la Directiva Europea 528/2012.

## Pesticides en Apicultura

### Classificació de toxicitat
La classificació de toxicitat es basa en la dosi letal al 50% (LD50) (expressa't en mg/abella : 
- > 100 mg/abella : Quasi no-tòxic
- 11-100 mg/abella: Lleugerament tòxic
- 2-10,99 mg/abella: Tòxic
- < 2,0 mg/abella: Molt tòxic

### Proporció de morts

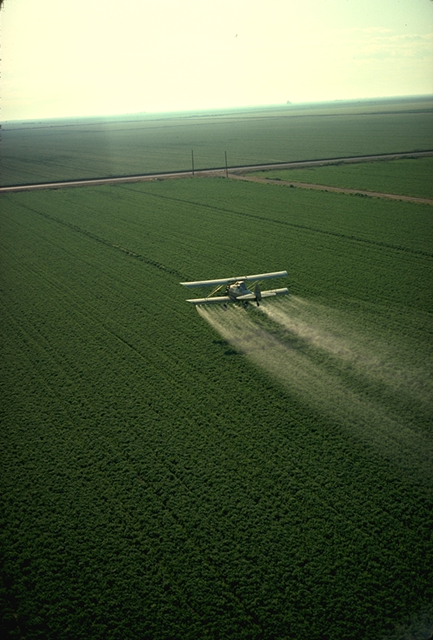
Avioneta aplicant un biocida.

La mort d'abelles per rusc es pot quantificar de la següent manera com: 
- < 103 morts diàries - el dado normal fuera de la proporción
- 200-400 morts diàries - la muerte baja
- 500-900 morts diàries - la muerte moderada
- >1000 morts diàries - la muerte alta

### Pesticides altament tòxics per a les abelles
Llistat incomplet incloent nom genèric i duració de la toxicitat residual.

#### Carbamats
Pertanyen al grup dels carbamats tòxics per a les abelles:
- Propoxur[2]
- Carbofurà[3] → 7 - 14 dies.
- Methiocarb
- Metomil[4]

#### Organofosforats
Els organofosforats que afecten a les abelles són:
- Pirazofós.
- Monocrotofòs[5]
- Fentió[6]
- Dicrotofós[7]
- Dimetoat Dimethoate → 3 dies prohibit per 3 dies als EUA.
- Malatió[8]
- Fensulfotió
- Diclorvós[9]
- Naled[10] → 16 h
- Clorpirifòs[11] prohibit als EUA per a ús en cases i jardins.
- Fonofos[12] → 3 h
- Tetraclorvinfós
- Azinfos[13]→ 2,5 dies.
- Fosmet[14]
- Malathion
- Oxidemetonmethyl[15] → < 2 h
- Matamidafós[16]
- Paratió[17]
- Metil Paratió → 5-8 dies. És el biocida potencialment més perjudicial per a les abelles melíferes, en formulació de microencapsulats. El microencapsulat metil paratio és una formulació líquida que conté les càpsules aproximadament de la mida de grans de pol·len que contenen el principi actiu. Quan les abelles estan fora del rusc al camp, les càpsules es poden adherir electroestàticament als pels col·lectors de pol·len dels insectes. Quan guarden el polen contaminat, essent un assassí potencial durant diversos mesos. No hi ha cap manera de descobrir actualment, si les abelles són enverinades de fet pel metil paratió microencapsulat i un apicultor perdi potencialment les abelles que retornen al rusc, o bé totes morin enverinades pel biocida. Conseqüentment, es recomana fortament que aquesta formulació només s'usi quan s'estigui segur que no hi ha exposició d'abelles melíferes.

- Carbaryl[18] → 3 - 7 dies. LEs abelles enverinades amb el carbaril triguen de 2 a 3 díes a morir i resta aparentment inactiu si fa fred. Les da temps per a portar Nèctar i pol·len contaminat a la colònia. Algunes collites foren tractades amb Sevin® sota males condicions (és a dir, utilitzant el producte amb moltes abelles en campo) essent responsables d'un desastre. Sevin® és l'insecticida més àmpliament usat als EUA. És un insecticida d'ampli espectre. També és un dels més tòxics per a les abelles melíferes en determinades formulacions. Hi ha formulacions, això no obstant, que són menys tòxiques. Normalment, la comunicació entre l'aplicador i l'apicultor pot usar-se per a protegir les abelles adecuadament de l'enverinament per carbaril eficaçment.
- Diazinó[19]
- Fenitotrió[20]
- Metidatió[21]
- Methamidofòs[22]
- Forat[23] → 5 h
- Diclorvòs[9]

#### Piretroides sintètics
Pertanyen al grup dels piretroides sintètics:
- Permetrina Permethrin → 1 - 2 dies, sota condicions àrides. Les permetrines és l'ingredient actiu en insecticides usats contra el petit escarabat del rusc que és un paràsit dels ruscos a les regions de clima temperat.
- Cipermetrina[24] → Menys de 2 h
- Esfenvalerat[25] → 1 día, s'agreuja sota condicions àrides.
- ResmetrinaResmethrin

#### Clorinatats ciclodiens
Pertanyen al grup dels Clorinats ciclodièns:
- Metoxiclor[26] → 2 h
- Endosulfà[27] → 8 h

#### Cloronicotines
- Imidacloprid[28] Hi ha investigacions sobre els efectes sobre la població d'abelles.

### Herbicides
- Herbicida[29] herbicida

### Altres
Pertanyen al grup dels piretroides sintètics:
- Fosfamidon
- Famfur
- Mevinfós[31]
- Dimecron
- Demeton[32]
- Tepp molt tòxic a abelles LD50 0,001 μg per abella però poca activitat residual
- Mexacarbat[33]

### Alta toxicitat i prohibits als EUA
- Aldrin prohibit per la Environmental Protection Agency el 1974.[34]
- Carbofurà (prohibit en formulació granular)[35]
- Dieldrin: prohibit per l'Environmental Protection Agencyen 1974, als EUA.[34]
- Heptaclor[36]
- Lindà (Prohibit a Califòrnia i Catalunya.

### Moderadament Tòxics
- Acephate 3 dies.[37]
- Demeton-s-methyl.

### Relativament no tòxics
- Molts fungicides i herbicides
- Cumafós -[38] Aquest és un organofosforat utilitzat en apicultura per a combatre Varroa i Aethina tumida.
- Endosulfà
- Dicofol
- Pirimicarb
- Olis de petroli
- Diverso piretroides
- Aldicarb 4 setmanes després de l'aplicació.
- Triclorfon 3 - 6 h

## Insecticides comunament usats en el cultiu de soia[39]
Molts insecticides usats en els àfids de la soia són altament tóxics per a les abelles.
- Acefato (1)
- Carbaril (1)
- Clorpirifós
- Dimetoato
- Indoxacarb
- Metomil (1)
- Metil Parathion (1)
- Metil Parathion (1)
- Spinosad

(1) Prohibits a la Comunitat Europea.